# Coolgardie Shire
Koordinaten: 30° 57′ S, 121° 10′ O

Das Shire of Coolgardie ist ein lokales Verwaltungsgebiet (LGA) im australischen Bundesstaat Western Australia. Das Gebiet ist 30.400 km² groß und hat etwa 3600 Einwohner (2016).
Coolgardie liegt im Süden des Staates etwa 520 Kilometer östlich der Hauptstadt Perth. Der Sitz des Shire Councils befindet sich in der Ortschaft Coolgardie, wo nicht ganz 900 Einwohner leben (2016).

## Verwaltung
Der Coolgardie Council hat acht Mitglieder. Sie werden von allen Bewohnern des Shires gewählt. Coolgardie ist nicht in Bezirke unterteilt. Aus dem Kreis der Councillor rekrutiert sich auch der Vorsitzende des Councils (Shire President).